# تافزة (بني أحمد الغربية)
تافزة هي إحدى مشيخات المملكة المغربية، تتبع جغرافيا لإقليم شفشاون وإداريًا لبني أحمد الغربية. يقدر عدد سكانها بـ 3104 نسمة حسب الإحصاء الرسمي للسكان والسكنى لسنة 2004.